# Нижняя Фёдоровка
Нижняя Фёдоровка — деревня в Молчановском районе Томской области России. Входит в состав Молчановского сельского поселения.

## География
Деревня находится в центральной части Томской области, на левом берегу Оби, на расстоянии примерно 11 километров (по прямой) к северо-северо-востоку (NNE) от села Молчанова, административного центра района. Абсолютная высота — 66 метров над уровнем моря. В прошлом на другом берегу Оби напротив Нижней Фёдоровки располагалась деревня Усть-Чулым.
Климат
Климат характеризуется как континентальный, с холодной продолжительной зимой и коротким летом. Средняя многолетняя температура самого холодного месяца (января) составляет −19,5°С, самого тёплого (июля) — +18,1°С. Среднегодовое количество осадков — 482 мм.
Часовой пояс
Деревня Нижняя Фёдоровка, как и вся Томская область, находится в часовой зоне МСК+4. Смещение применяемого времени относительно UTC составляет +7:00.

## Население
| 2002 | 2008 | 2010 | 2012 | 2013 | 2014 | 2015 |
| ---- | ---- | ---- | ---- | ---- | ---- | ---- |
| 99   | ↘98  | ↘54  | ↗55  | ↘54  | ↘47  | ↗50  |
| 2021 |      |      |      |      |      |      |
| ↘28  |      |      |      |      |      |      |

Гендерный состав
По данным Всероссийской переписи населения 2010 года в гендерной структуре населения мужчины составляли 51,9 %, женщины — соответственно 48,1 %.
Национальный состав
Согласно результатам переписи 2002 года, в национальной структуре населения русские составляли 76 %.

## Инфраструктура
Действуют фельдшерско-акушерский пункт и библиотека.

## Улицы
Уличная сеть деревни состоит из семи улиц.